# Котенко, Алексей Михайлович
Алексе́й Миха́йлович Котенко (18 апреля 1932, село Рямовка, Омская область)— советский металлург, сталевар Кузнецкого металлургического комбината. Герой Социалистического Труда (1976).

## Биография
Родился 18 апреля 1932 года в селе Рямовка Омской области.
С 1943 года начинает работать в колхозе. В 1950 году приехал в Сталинск, и сразу же поступил в школу ФЗО. После окончания школы ФЗО в 1951 году начал работать на КМК машинистом электрокрана. Без отрыва от производства закончил вечернюю школу. В 1960 году его перевели на должность машиниста вагона-весов на доменную печь 5. Избирался депутатом районного Совета народных депутатов, членом горкома КПСС. В 1976 году 5 марта за выдающиеся успехи в выполнении принятых на девятую пятилетку социалистических обязательств по увеличению производства продукции, улучшению её качества и повышению производительности труда присвоено звание Героя Социалистического Труда.

## Награды
- Герой Социалистического Труда (05.03.1976);
- Орден Трудового красного знамени (30.03.1971);
- Орден Ленина (05.03.1976);
- Медаль «Серп и Молот» (05.03.1976);
- Значок «Отличник социалистического соревнования чёрной металлургии СССР» (1974);
- Медаль За Особый вклад в развитие Кузбасса (08.01.2003);
- Медаль 65 лет Кемеровской области.